# Resolució 1623 del Consell de Seguretat de les Nacions Unides
La Resolució 1623 del Consell de Seguretat de les Nacions Unides fou adoptada per unanimitat el 13 de setembre de 2005. Després de reafirmar totes les resolucions sobre la situació a l'Afganistan, particularment les resolucions 1386 (2001), 1413 (2002), 1444 (2002), 1510 (2003) i 1563 (2004) i les resolucions 1368 (2001) i 1373 (2001) sobre el terrorisme, el Consell va ampliar l'autorització de la Força Internacional d'Assistència i de Seguretat (ISAF) fins a mitjans d'octubre de 2006.

## Resolució

### Observacions
El Consell de Seguretat va reconèixer que la responsabilitat de proporcionar seguretat i ordre públic a tot l'Afganistan residia amb els mateixos afganesos. Va recordar l'acord de Bonn i la seva previsió per a l'expansió progressiva de la ISAF a altres zones més enllà de Kabul. El Consell també va destacar la importància de l'ampliació de l'autoritat del govern central, la reforma del sector de la seguretat i el desarmament complet, desmobilització i combatre el narcotràfic. Hi havia preocupació que l'acord de Bonn no es pogués aplicar plenament a causa de la situació de seguretat en parts del país.
La resolució va donar la benvinguda a la cooperació de l'Administració de Transició Afganesa i la intenció de la ISAF i l'Operació Llibertat Duradora d'ajudar a les eleccions nacionals. També va apreciar a Itàlia per acceptar el lideratge de la ISAF en lloc de Turquia, i va felicitar a les nacions que havien contribuït a Eurocòs. El Consell va determinar que la situació a l'Afganistan era una amenaça per a la pau i la seguretat internacionals.

### Actes
Actuant sota el Capítol VII de la Carta de les Nacions Unides, el Consell va ampliar el mandat de la ISAF per un període de dotze mesos després del 13 d'octubre de 2005. Es va demanar a la ISAF que treballés amb l'Administració de Transició i els seus successors, el Representant Especial del Secretari General i l'Operació Llibertat Duradora.
Els estats que participaven en la força foren autoritzats a utilitzar totes les mesures necessàries per complir el mandat, mentre que als altres Estats membres se'ls va demanar que aportessin personal i recursos a l'operació. Finalment, es va demanar als dirigents de la ISAF que proporcionessin informes trimestrals sobre la implementació del seu mandat.